# Boksjöns naturreservat
Boksjöns naturreservat är ett naturreservat i Dals-Eds kommun i Västra Götalands län.
Området är naturskyddat sedan 2024 och är 380 hektar stort. Reservatet ligger vid norska gränsen och består av Boksjön och andra mindre sjöar, myrar och barrskogar. 